# Pakistanische Badmintonmeisterschaft 1973
Die Pakistanische Badmintonmeisterschaft 1973 fand Anfang 1973 in Karatschi statt. Es war die 18. Austragung der nationalen Meisterschaften von Pakistan im Badminton. Javed Iqbal gewann dabei seinen dritten Einzeltitel in Folge.

## Titelträger
| Disziplin    | Sieger                      |
| ------------ | --------------------------- |
| Herreneinzel | Javed Iqbal                 |
| Dameneinzel  | Talat Sultana               |
| Herrendoppel | Hassan Shaheed Javed Iqbal  |
| Damendoppel  | Coral Barboza Talat Sultana |
| Mixed        | Javed Iqbal Talat Sultana   |